# Léon Lehuraux
Léon Lehuraux est un officier méhariste, écrivain et ethnologue, né le 29 décembre 1885 à Aniche (Nord) et mort le 8 juin 1956 à Saint-Eugène, à l'époque coloniale désormais Bologhine (Algérie).
Il fut nommé capitaine puis commandant dans les Compagnies méharistes sahariennes.

## Biographie
Léon Joseph Lehuraux est le fils de Léon Lehuraux, cordonnier, et de Marie Denizart, demeurant Grand Rue à Aniche (acte de naissance no 199).
Engagé au 1er régiment de Zouaves en Algérie (1904) puis méhariste (1907), il est nommé capitaine (1926), puis chef de bataillon (1936) et adjoint au chef du Service des affaires indigènes du Gouvernement général de l'Algérie.

## Distinctions
- Prix d’Académie 1929 de l'Académie Française pour Sur les pistes du désert
- Prix Montyon 1933 de l'Académie Française pour Au Sahara avec le Commandant Charlet
- Prix Marcelin Guérin 1936 de l'Académie Française pour Le Conquérant des oasis, colonel Théodore Pein[3]
- Grand prix littéraire de l'Algérie 1944[4]
- Commandeur de la Légion d'honneur le 19 janvier 1951[5] et de l'Instruction publique et titulaire de la Croix de guerre 1914-1918[6].